# リジェ・JS37
リジェ・JS37 (Ligier JS37) は、リジェチームが1992年シーズンのF1参戦に用いたフォーミュラ1カーである。デザイナーはジェラール・ドゥカルージュ、フランク・ダーニー。

## 概要

### 背景
ターボ時代のJS27（1986年）以来、リジェは久々に「念願の」フランス製のルノーエンジンを搭載。デザイナーのドゥカルージュがチームに復帰し、浪人中のアラン・プロストが開幕前テストで試走するなど、シーズン前から何かと話題性のあるマシンだった。

### 開発
JS37の開発は1991年3月から開始された。ランボルギーニV12からコンパクトなルノーV10となったため、マシン全長やフロントノーズ長なども前作JS35より短くコンパクトなマシンになった。ダーニーは「JS35が不出来なのはわかっていたので、そこをベースに改良しても得るものは何もない。だから僕は数人のスタッフに'91年の開幕とほぼ同時にJS37の設計に取り掛かるよう指示を出し、全く新しくJS35からは何も継承しないで開発を始めた。しかし無用なリスクを避けようとした結果、JS35で失敗した点について思い切った解決策を取れなかったのも事実だった。これ以上は無理だというくらい小さいマシンにしたが、結果的にJS37のモノコックはJS35に似た太いスタイルになってしまった。仕方がない部分でもある。」と経緯を語った。
1992年1月16日にJS37が発表されると、マシンの印象がウィリアムズFW14に似ていたことから「ウィリアムズの図面までルノー経由で入手したのか」等と噂され、リアディフューザーもFW14と似た形状が導入されていたが、ウィリアムズと違ってセミオートマチックトランスミッションは採用されていなかった。その理由をダーニーは「ルノーとの契約は1年前から決まっていたので、セミATよりも新しい横置きトランスミッションの開発に最大のエネルギーを注ぐのが得策だと考えた。仮にセミATを導入してその信頼性不足によってルノーエンジン獲得という最大のメリットを生かせなくなったら、それは失敗以外の何物でもないからね。」と述べている。冒険を避けたという点はフロントダンパーの設計にも現れており、流行しつつあったモノショックではなく、コンベンショナルなツインダンパー採用となっている。
ノーズは持ち上げられ、フロントウィング全体は流行のコルセア・ウィングを導入してはいたが、ウィング翼が厚く、ノーズ先端は前型JS35よりずんぐりと太くなるなど、空力処理が古いのではないかと評された。
モナコのような低速テクニカルコースではシャシーのグリップ不足を補うため、大型のフロントウィングフラップを装着し対策した。
FW14に似ていると言われることに関してダーニーは「そういう人たちには細かい要素を考慮してくれと言いたい。同じエンジンを使い、同じ燃料、これは知らない人もいるかもしれないが、ナイジェル・マンセルとティエリー・ブーツェンは乗り方が似て、同じタイプのドライバーなんだよ。マシンを構成する要素が似てくるのはある程度仕方がないと思う。」と反論している。事実、モノコックへのエンジンマウント方法はFW14とはかなり異なるオリジナリティのある個所となっている。

### 1992年シーズン
ドライバーは前年と同じくティエリー・ブーツェンとエリック・コマスのコンビだが、第3戦ブラジルGPでブーツェンがコマスの後方から当たるかたちで同士討ちを演じて以降、チーム内の関係は良くなかった。
第7戦カナダGPではコマスが予選から好調、決勝でも初入賞し、チームにとって3年ぶりのポイント獲得となった。シーズン中の入賞4回、獲得ポイント6点、コンストラクターズランキングは7位だった。同じルノーでもウィリアムズと違いルノー・スポールによる仕上げではなく、メカクロームが組み上げを担当するカスタマー仕様だとは言え、同じルノーV10エンジンを搭載するウィリアムズ・FW14Bがアクティブサスペンションやトラクションコントロールシステムなどのハイテク装備で成功したのに比べると、JS37のシャーシ性能が劣っていることは明らかであった。ブーツェンは「ルノーV10は私が以前乗っていた1990年より格段に良くなっていると感じたけど、シャシーは剛性不足だった。」と述べている。結果、この年の入賞は4回のみと、オーナーのギ・リジェの期待を大きく裏切るものだった。また、ピット内部を取材していた川井一仁は「リジェは言われているほど資金潤沢ではないのではないか。限られた中でやりくりして、根本的な剛性不足という欠点をごまかせるセッティングを見出して何とかしている。」とこの年のリジェを評している。
リジェにとって「待ち焦がれた恋人」であったルノーV10エンジンを搭載したマシンをもってしても、結果が思うように出なかったことでリジェはF1チーム運営の意欲を喪失。レース界から引退を決意し、ルノーエンジン獲得を目指したマクラーレンとの買収、合併の話が持ち上がるが決裂。結局元AGSのシリル・ド・ルーブルにチームは売却された。
デザインを統括していたダーニーは、'92年限りでベネトンへと移籍しリジェを去った。

## F1における全成績
(key) （太字はポールポジション）
| 年     | シャシー | エンジン             | タイヤ | No. | ドライバー             | 1   | 2   | 3   | 4   | 5   | 6   | 7   | 8   | 9   | 10  | 11  | 12  | 13  | 14  | 15  | 16  | ポイント | 順位 |
| ------ | -------- | -------------------- | ------ | --- | ---------------------- | --- | --- | --- | --- | --- | --- | --- | --- | --- | --- | --- | --- | --- | --- | --- | --- | -------- | ---- |
| 1992年 | JS37     | ルノー RS3C 3.5, V10 | G      |     |                        | RSA | MEX | BRA | ESP | SMR | MON | CAN | FRA | GBR | GER | HUN | BEL | ITA | POR | JPN | AUS | 6        | 7    |
| 1992年 | JS37     | ルノー RS3C 3.5, V10 | G      | 25  | ティエリー・ブーツェン | Ret | 10  | Ret | Ret | Ret | 12  | 10  | Ret | 10  | 7   | Ret | Ret | Ret | 8   | Ret | 5   | 6        | 7    |
| 1992年 | JS37     | ルノー RS3C 3.5, V10 | G      | 26  | エリック・コマス       | 7   | 9   | Ret | Ret | 9   | 10  | 6   | 5   | 8   | 6   | Ret | DNQ | Ret | Ret | Ret | Ret | 6        | 7    |

## 参照
1. ↑  しかし、この車にチャンピオンを争える実力はないとすぐに見抜き、リジェ加入を取りやめた。
2. 1 2 3  フランク・ダーニーが語るリジェ　グランプリ・エクスプレス '92開幕直前号 23頁 山海堂 1992年3月7日発行
3. ↑  F1デザイナー列伝 フランク・ダーニー　F1グランプリ特集 vol.088 68頁 ソニーマガジンズ 1996年10月16日発行
4. 1 2 3  リジェJS37 F1コンストラクターズ・スタイルブック 86-91頁 ソニーマガジンズ 1992年10月25日発行
5. ↑  ギ・リジェチーム売却を決意し引退 新オーナーにド・ルーブル氏  F1速報 テスト情報号 33頁 1993年2月12日発行